# Az Egyesült Arab Emírségek hívójelkörzetei
Az Egyesült Arab Emírségek jelenleg (2024) nincs felosztva hívójelkörzetekre.
Az Egyesült Arab Emírségek számára az ITU az A6 hívójelprefixet határozta meg.
| Prefix | Körzet | Hely/jelleg | ITU zóna | CQ zóna | 1 szintű QTH lokátor |
| ------ | ------ | ----------- | -------- | ------- | -------------------- |
| A6     | [0..9] | Bahrein     | 39       | 21      | LL                   |
| MP4D   |        | Kivezetve   | 39       | 21      | LL                   |
| MP4T   |        | Kivezetve   | 39       | 21      | LL                   |

## Lajstromjel
Vízi és légi járművek lajstromjelezéséhez az A6 prefixet használják.